# Edinburgh University Press
Edinburgh University Press è una casa editrice scientifica di libri accademici e riviste, con sede a Edimburgo, in Regno Unito.

## Storia
La casa editrice Edinburgh University Press è stata fondata oltre 50 anni fa ed è diventata una consociata interamente controllata dall'Università di Edimburgo nel 1992.  Libri e riviste pubblicati portano l'imprimatur di The University of Edinburgh, uno dei più antichi centri di apprendimento della Gran Bretagna. Tutti i progetti editoriali proposti sono valutati e approvati dal Comitato Stampa, che è formato da accademici dell'università. Dal mese di agosto 2004 la stampa ha ottenuto contributi dallo Stato.

## Pubblicazioni
La casa editrice Edinburgh University Press pubblica una serie di pubblicazioni di ricerca, tra cui monografie e opere di consultazione, così come pubblicazione disponibili on-line. Pubblica anche libri di testo per studenti e docenti. Edinburgh University Press pubblica libri e riviste nelle seguenti aree tematiche:
- Studi africani
- Studi americani
- Studi Classici & Antichi
- Film, Media e Cultura
- Studi Storici
- Lingua Islamica
- diritto
- Lingue straniere
- Letteratura
- Filosofia
- Politica
- Economia
- Religione
- Studi medici